# میلتون برایان
میلتون برایان (به انگلیسی: Milton Bryan) یک روستا و محله مدنی در بریتانیا است که در Central Bedfordshire واقع شده‌است. میلتون برایان ۲۲۰ نفر جمعیت دارد.